# Оборчиська
Оборчиська (пол. Oborczyska) — село в Польщі, у гміні Бараново Остроленцького повіту Мазовецького воєводства.
Населення — 211 осіб (2011).
У 1975-1998 роках село належало до Остроленцького воєводства.

## Демографія
Демографічна структура станом на 31 березня 2011 року:
|          | Загалом | Допрацездатний вік | Працездатний вік | Постпрацездатний вік |
| -------- | ------- | ------------------ | ---------------- | -------------------- |
| Чоловіки | 103     | 18                 | 74               | 11                   |
| Жінки    | 108     | 18                 | 50               | 40                   |
| Разом    | 211     | 36                 | 124              | 51                   |